# Бле, Изабель
Изабель Бле (фр. Isabelle Blais; род. 21 июня 1975, Труа-Ривьер, Квебек) — канадская актриса и певица.

## Биография
Изабель Бле родилась в городе Труа-Ривьер, Квебек. Она окончила Монреальский кампус музыкально-театральной консерватории Квебека и некоторое время выступала на сцене. Критики дали положительную оценку её игре в роли Джульетты в постановке шекспировской пьесы «Ромео и Джульетта»,
В 2001 году Бле исполнила роль мари в фильме Андре Тюрпена «Краб в голове». В 2002 году она сыграла эпизодическую роль в фильме Джорджа Клуни «Признания опасного человека». В 2003 году Бле получила премию Жютра в номинации «Лучшая актриса второго плана» за работу в молодёжной комедии «Квебек — Монреаль». В том же году она сыграла роль второго плана в фильме Дени Аркана «Нашествие варваров».
В 2004 году Бле сыграла главную роль в ленте Les Aimants, за которую вновь была номинирована премию Жютра, а также на канадскую премию «Джини» в номинации Лучшая женская роль. В 2007 она сыграла эпизодическую роль в чёрной комедии «По следам Игоря Рицци». В 2012—2014 годах Бле исполняла роль Вероник Билоду в канадском телесериале «Травма».
Также Изабель Бле является солисткой квебекской рок-группы Caïman Fu.

## Избранная фильмография
| Год       |    | Русское название            | Оригинальное название           | Роль                |
| --------- | -- | --------------------------- | ------------------------------- | ------------------- |
| 2002      | ф  | Признания опасного человека | Confessions of a Dangerous Mind | вторая девушка Чака |
| 2003      | ф  | Нашествие варваров          | Les Invasions barbares          | Сильвен             |
| 2004      | ф  | Моника-пулемётчица          | Monica la mitraille             | Сильвана Спарвиери  |
| 2006      | ф  | По следам Игоря Рицци       | Sur la trace d’Igor Rizzi       | Мелани              |
| 2007      | ф  | Прекрасная отравительница   | La belle empoisonneuse          | Роксана             |
| 2010      | ф  | Высокая цена жизни          | The High Cost of Living         | Натали              |
| 2012—2014 | с  | Травма                      | Trauma                          | Вероник Билоду      |
| 2014      | ки | —                           | Watch Dogs                      | Клара Лилл          |

## Дискография
- 2003 : Caïman Fu
- 2006 : Les charmes du quotidien
- 2008 : Drôle d’animal